# Lutherischer Weltbund
| Lutherischer Weltbund | Lutherischer Weltbund |
| --------------------- | --------------------- |
|                       |                       |
| Basisdaten            |                       |
| Präsident             | Henrik Stubkjær       |
| Generalsekretärin:    | Anne Burghardt        |
| Gründungsjahr:        | 1947                  |
| Mitgliedskirchen:     | 149                   |
| Sitz:                 | Genf, Schweiz         |
| Website:              | www.lutheranworld.org |

Der Lutherische Weltbund (LWB), englisch The Lutheran World Federation (LWF), ist eine weltweite Gemeinschaft lutherischer Kirchen und wurde 1947 in Lund (Schweden) gegründet. Es gibt 149 Mitgliedskirchen, denen mehr als 77 Millionen lutherische Christen in 99 Ländern angehören. Seine Vorläuferorganisation war der 1923 gegründete Lutherische Weltkonvent.

## Lehrgrundlage
„Der LWB bekennt die Heilige Schrift des Alten und Neuen Testament als die alleinige Quelle und Norm seiner Lehre, seines Lebens und seines Dienstes. Er sieht in den drei ökumenischen Glaubensbekenntnissen und in den Bekenntnissen der lutherischen Kirche, insbesondere in der unveränderten Augsburgischen Konfession und im Kleinen Katechismus Martin Luthers, eine zutreffende Auslegung des Wortes Gottes.
Die Mitgliedskirchen bekennen sich zum dreieinigen Gott, stimmen in der Verkündigung von Gottes Wort überein und sind in Kanzel- und Abendmahlsgemeinschaft miteinander verbunden. Der LWB bekennt die eine, heilige, katholische und apostolische Kirche und will der Einheit der Christenheit in der Welt dienen.“

## Aufgaben und Ziele
Die Grundlage der Arbeit des LWB bilden die Bibel und die lutherischen Bekenntnisschriften.
Der LWB verfolgt insbesondere diese vier Ziele:
- Stärkung der Gemeinschaft und Zusammenarbeit der lutherischen Kirchen in der Welt
- Ökumene und interreligiöse Beziehungen, aber auch Klärung theologischer Fragen
- Zeugnis in Kirche und Gesellschaft
- Verständigung, Verantwortung und Teilhabe

Zur Verwirklichung dieser Ziele engagiert sich der LWB insbesondere in der Not- und Katastrophenhilfe, in internationalen Fragen und in Angelegenheiten der Menschenrechte, außerdem in der Missions- und Entwicklungsarbeit. Den größten Teil der Arbeit des LWB bilden Diakonie und Entwicklungshilfe. Der LWB-Weltdienst ist der zehntgrößte Implementierungspartner des UN-Flüchtlingshilfswerks UNHCR, und in 27 Ländern auf drei Kontinenten tätig. So wurden im Jahr 2017 allein für die „Abteilung Weltdienst“ rund 90 % des Gesamtbudgets des LWB aufgewendet. Ferner vergibt der LWB weltweit Stipendien für Studierende.

## Struktur

### Organe
Das Büro der Kirchengemeinschaft des LWB befindet sich im Ökumenischen Zentrum in Genf (Schweiz). Das ermöglicht eine enge Zusammenarbeit mit dem Ökumenischen Rat der Kirchen (ÖRK / WCC) und anderen weltweiten christlichen Organisationen. Der LWB handelt als Organ seiner Mitgliedskirchen in Bereichen gemeinsamen Interesses, beispielsweise ökumenische und interreligiöse Beziehungen, Theologie, humanitäre Hilfe, Menschenrechte, Kommunikation und verschiedene Aspekte von Missions- und Entwicklungsarbeit.
Höchstes Entscheidungsgremium ist die Vollversammlung, die in der Regel alle sechs Jahre zusammenkommt. Weitere Organe sind der Rat, der Generalsekretär und der Präsident.
Generalsekretär war seit 2010 der chilenische Pfarrer Martin Junge. Ihm folgte am 1. November 2021 die Estin Anne Burghardt nach.
Präsident ist der am 13. Mai 2017 auf der Vollversammlung in Windhuk (Namibia) gewählte Erzbischof der Lutherischen Kirche Christi in Nigeria, Musa Panti Filibus. Er folgt auf den 2010 gewählten Bischof der Evangelisch-Lutherischen Kirche in Jordanien und im Heiligen Land (ELCJHL) Munib Younan.

### Büro der Kirchengemeinschaft des LWB
Das Büro führt die ihm übertragenen Geschäfte des Lutherischen Weltbundes. Es arbeitet eng mit den Mitgliedskirchen, Organisationen und weiteren Partnern zusammen. Das Büro ist in vier Abteilungen gegliedert.
- Abteilung für Mission und Entwicklung
- Abteilung für Planung und Operationen
- Abteilung für Theologie und Öffentliches Zeugnis
- Abteilung für Weltdienst

Es ist Sitz des Büros des Generalsekretärs.

### Vollversammlungen

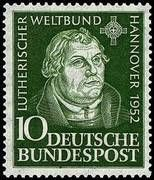
Briefmarke (1952) zur Vollversammlung in Hannover

Folgende Vollversammlungen fanden bisher statt:
- 1947 in Lund, Schweden, unter dem Motto „Die lutherische Kirche in der Welt von heute“,
- 1952 in Hannover, Deutschland, unter dem Motto „Das lebendige Wort in einer verantwortlichen Kirche“,
- 1957 in Minneapolis, USA, unter dem Motto „Christus befreit und eint“,
- 1963 in Helsinki, Finnland, unter dem Motto „Christus heute“,
- 1970 in Evian, Frankreich, unter dem Motto „Gesandt in die Welt“,
- 1977 in Dar es Salaam, Tansania, unter dem Motto „In Christus – eine neue Gemeinschaft“,
- 1984 in Budapest, Ungarn, unter dem Motto „In Christus – Hoffnung für die Welt“,
- 1990 in Curitiba, Brasilien, unter dem Motto „Ich habe das Schreien meines Volkes gehört“,
- 1997 in Hongkong, Volksrepublik China, unter dem Motto „In Christus – zum Zeugnis berufen“,
- 2003 in Winnipeg, Kanada, unter dem Motto „Zur Heilung der Welt“,
- 2010 in Stuttgart, Deutschland, unter dem Motto „Unser tägliches Brot gib uns heute!“
- 2017 in Windhoek, Namibia, unter dem Motto „Befreit durch Gottes Gnade“.
- 2023 in Krakau, Polen, unter dem Motto „Ein Leib, Ein Geist, Eine Hoffnung“.

Arbeitssprachen des LWB sind Deutsch, Englisch, Französisch und Spanisch.

### Größte Mitgliedskirchen nach Mitgliederzahl
Die größten Mitgliedskirchen sind (Mitgliederzahl in Mio., Stand: 2016):
- Äthiopische Evangelische Kirche Mekane Yesus (7,9)
- Evangelisch-Lutherische Kirche in Tansania (6,5)
- Schwedische Kirche (6,3)
- Protestantisch-Christliche Batak-Kirche, Indonesien (4,5)
- Evangelisch-Lutherische Volkskirche in Dänemark (4,4)
- Evangelisch-Lutherische Kirche Finnlands (4,03)
- Norwegische Kirche (3,8)
- Evangelisch-Lutherische Kirche in Amerika (3,7)
- Madagassische Lutherische Kirche (FLM) (3,0)
- Evangelisch-lutherische Landeskirche Hannovers, Deutschland (2,7)
- Evangelisch-Lutherische Kirche in Bayern, Deutschland (2,5)
- Evangelisch-Lutherische Kirche in Norddeutschland, Deutschland (2,1)

## Präsidenten des Lutherischen Weltbundes
Die Präsidenten des LWB waren bzw. sind folgende:
- 1947–1952 Anders Nygren (Schweden) (1890–1978)
- 1952–1957 Hanns Lilje (Deutschland, Hannover) (1899–1977)
- 1957–1963 Franklin Clark Fry (USA) (1900–1968)
- 1963–1970 Fredrik A. Schiotz (USA) (1901–1989)
- 1970–1977 Mikko E. Juva (Finnland) (1918–2004)
- 1977–1984 Josiah Kibira (Tansania) (1925–1988)
- 1984–1987 Zoltán Káldy (Ungarn) (1919–1987)
- 1987–1990 Johannes Hanselmann (Deutschland, Bayern) (1927–1999)
- 1990–1997 Gottfried Brakemeier (Brasilien)
- 1997–2003 Christian Krause (Deutschland, Braunschweig)
- 2003–2010 Mark S. Hanson (USA)
- 2010–2017 Munib Younan (Palästina)[15][16]
- 2017–2023 Musa Panti Filibus (Nigeria)
- 2023– 0000 Henrik Stubkjær (Dänemark)[17]

## Generalsekretäre des Lutherischen Weltbundes
Die Generalsekretäre waren bzw. sind folgende:
- 1947–1951 Sylvester Clarence Michelfelder
- 1951–1960 Carl Lund-Quist
- 1961–1965 Kurt Schmidt-Clausen
- 1965–1974 André Appel
- 1974–1984 Carl H. Mau
- 1984–1994 Gunnar Stålsett
- 1994–2010 Ishmael Noko
- 2010–2021 Martin Junge
- 2021–0000 Anne Burghardt

## Mitgliedskirchen

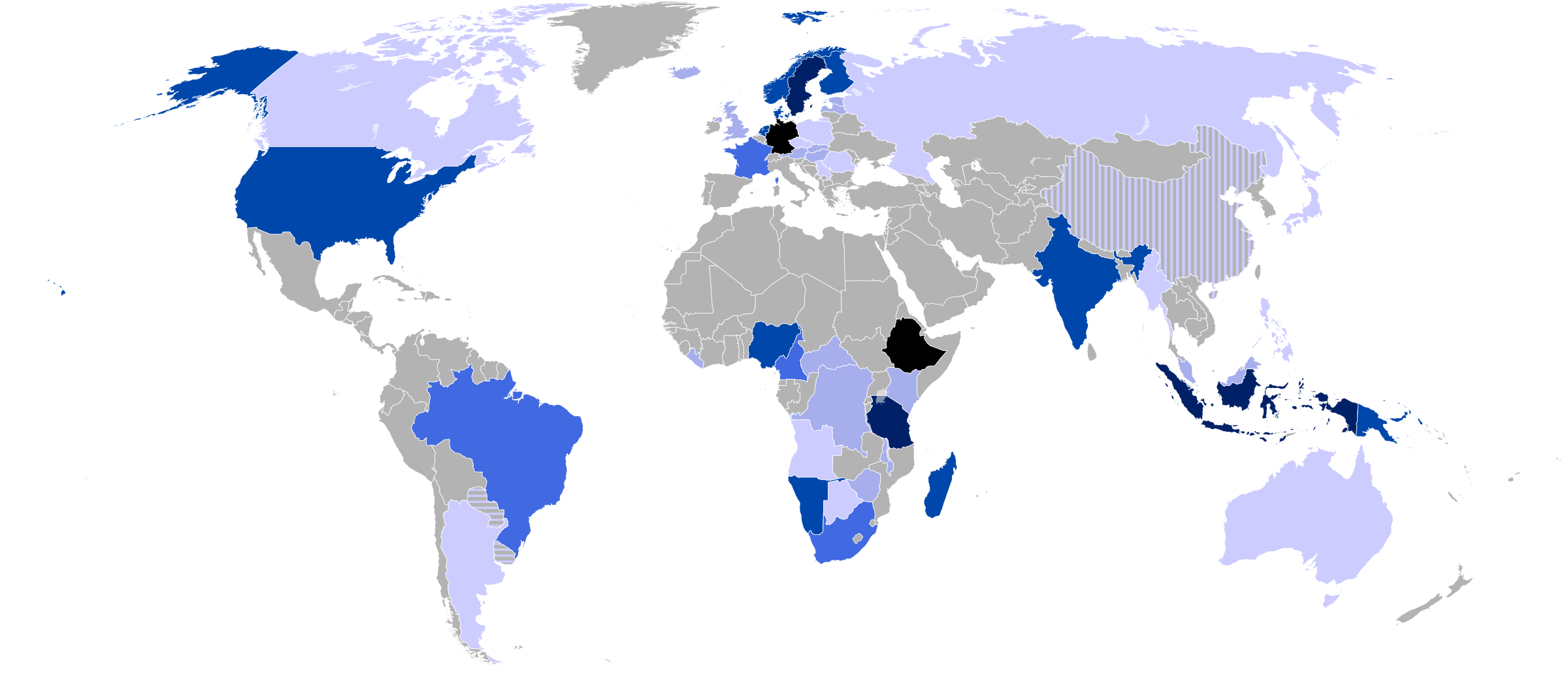
Länder mit den meisten Lutheranern (Zahlen des Lutherischen Weltbunds, 2013)
mehr als 10 Millionen
mehr als 5 Millionen
mehr als 1 Million
mehr als 500 Tausend
mehr als 100 Tausend

2018 zählt der Lutherische Weltbund 148 Mitgliedskirchen aus 99 Ländern (2016: 145 aus 98), unter ihnen die sieben in der Vereinigten Evangelisch-Lutherischen Kirche Deutschlands zusammengeschlossenen deutschen Landeskirchen, außerdem die Evangelisch-Lutherische Kirche in Oldenburg, die Evangelische Landeskirche in Württemberg, die Lutherische Klasse der Lippischen Landeskirche, die Evangelisch-Lutherische Kirche in Baden, die österreichische Evangelische Kirche Augsburgischen Bekenntnisses in Österreich und der Bund Evangelisch-Lutherischer Kirchen in der Schweiz und im Fürstentum Liechtenstein.
Eine vollständige Liste der Mitgliedskirchen findet sich im Artikel Liste der Mitgliedskirchen des Lutherischen Weltbundes.

## Deutsches Nationalkomitee
Das Deutsche Nationalkomitee des Lutherischen Weltbundes (DNK/LWB) vertritt die elf deutschen Mitgliedskirchen mit insgesamt 11,5 Millionen Gemeindegliedern, und koordiniert von Hannover aus deren Arbeit. Vorsitzende ist zurzeit Landesbischöfin Kristina Kühnbaum-Schmidt (Evangelisch-Lutherische Kirche in Norddeutschland). Geschäftsführerin ist seit Juni 2024 Oberkirchenrätin Astrid Kleist.

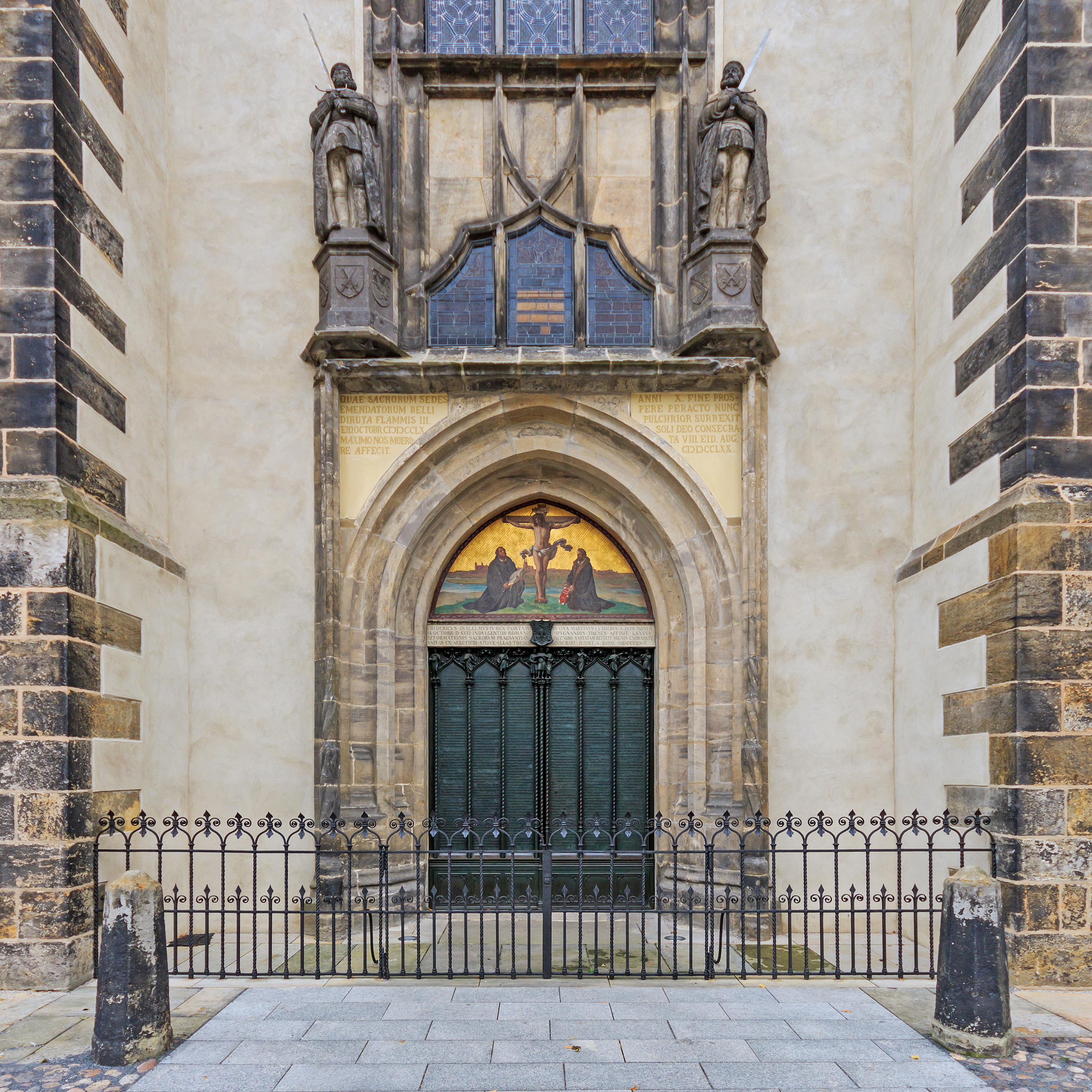
Schlosskirche in der Lutherstadt Wittenberg

## LWB-Zentrum Wittenberg
Seit dem 15. März 2009 verfügt der Lutherische Weltbund über ein eigenes Büro in der Lutherstadt Wittenberg. Es soll u. a. die geistliche und theologische Begleitung kirchlicher Gruppen aus der lutherischen Weltfamilie anbieten sowie Studienprogramme für Studierenden- und Gemeindegruppen sowie Pfarrkonvente entwickeln. Angestrebt ist auch eine enge Verknüpfung mit der Stiftung der Evangelischen Kirche in Deutschland (EKD) und dem Zentrum der Evangelisch-Lutherischen Kirche in Amerika (ELCA) in Wittenberg.
Zu den ersten Aufgaben des Zentrums gehörte es, den Aufbau des „Luthergartens“ zu begleiten, in dem 500 Bäume von Partnern aus der weltweiten Ökumene gepflanzt wurden. Die Erstbepflanzung fand am 1. November 2009 statt. Sie führte auf die Feierlichkeiten zum Reformationsjubiläum im Jahre 2017 (500 Jahre 95 Thesen Martin Luthers) hin.
Erster Direktor des LWB-Zentrums Wittenberg war der lutherische Theologe Hans W. Kasch, zuvor Landespfarrer für Mission und Ökumene in der Evangelisch-Lutherischen Landeskirche Mecklenburgs. Ihm folgte vom 1. Oktober 2018 bis August 2024 Inken Wöhlbrand, Studierendenseelsorgerin an der Fachhochschule Westküste in Heide sowie Pastorin der Kirchengemeinde Meldorf in der Evangelisch-Lutherischen Kirche in Norddeutschland nach. neue Direktorin ist ab 1. September 2024 Anna Krauß.

## Spannungen innerhalb des LWB
Die Mitgliedskirchen des LWB haben zueinander volle Abendmahlsgemeinschaft vereinbart.
Innerhalb des LWB kommt es immer wieder zu Spannungen, die die Fragen der Frauenordination und der Segnung gleichgeschlechtlicher Paare betreffen. Von den 145 Mitgliedskirchen des Lutherischen Weltbundes ordinieren (Stand: Februar 2016) 26 Kirchen keine Frauen, damit stimmen 82 % der LWB-Mitgliedskirchen, mit mehr als 90 % der LWB-Mitglieder, der Frauenordination zu. Die unterschiedlichen Auffassungen zu Ehe, Familie und Sexualität führen regelmäßig zu Diskussionen innerhalb des LWB.
So richteten drei lutherische Bischöfe der baltischen Staaten einen Brief an den damaligen Generalsekretär Noko, in dem sie ihre Sorge zum Ausdruck brachten, dass auf Grund der Segnung homosexueller Paare in mehreren Gliedkirchen der Fortbestand der Kirchengemeinschaft innerhalb des LWB gefährdet sei bzw. nach Ansicht des lutherischen Erzbischofs Jānis Vanags beendet ist. Die Lettische Evangelisch-Lutherische Kirche außerhalb Lettlands stellte die Zusammenarbeit mit der Evangelisch-Lutherischen Kirche Lettlands ein. Die äthiopische Mekane-Yesus-Kirche, die seit 2016 größte lutherische Kirche weltweit, beschloss auf ihrer 19. Generalversammlung, die Partnerschaft mit der Evangelisch-Lutherischen Kirche in Amerika und der Schwedischen Kirche aufgrund deren Entscheidungen zur Segnung gleichgeschlechtlicher Paare und Öffnung des Pfarramtes für Homosexuelle aufzukündigen.

## Ökumenische Beziehungen

### Internationaler Lutherischer Rat (ILC)
Neben dem Lutherischen Weltbund gibt es unter anderem den konservativeren Internationalen Lutherischen Rat (ILC) als Zusammenschluss konfessionell lutherischer Kirchen. Zwischen dem LWB und dem ILC kam es in der jüngeren Vergangenheit zu Kontaktgesprächen mit einem Abschlusskommuniqué mit dem Titel Was uns eint – was uns trennt.

### Mennoniten
Bei seiner Elften Vollversammlung 2010 in Stuttgart bat der Lutherische Weltbund in einem historischen Ereignis um „die Vergebung Gottes und der mennonitischen Schwestern und Brüder“ für die Verfolgung der Täufer während der Reformation im 16. Jahrhundert und zur Bitte um zukünftige Heilung im Gedenken und der Versöhnung. Dem war ein internationaler Dialogprozess vorangegangen sowie Gespräche auf nationaler Ebene, die in Frankreich und Deutschland bis in die 1980er Jahre zurückreichen. LWB, Mennoniten und katholische Kirche begannen kurz danach einen bis heute andauernden trilateralen Dialog zum Verständnis der Taufe.

### Römisch-katholische Kirche
Am 31. Oktober 2016 fand im Dom von Lund (Schweden) ein gemeinsamer lutherisch-katholischer Gottesdienst zum Reformationsgedenken statt. Das gemeinsame Gebet des Lutherischen Weltbundes (LWB) und der Römisch-Katholischen Kirche im Dom zu Lund und die anschließende öffentliche Veranstaltung in Malmö wurden von Papst Franziskus, dem damaligen LWB-Präsident Bischof Munib A. Younan und LWB-Generalsekretär Pfarrer Martin Junge zusammen mit Leitungspersonen der Schwedischen Kirche und des katholischen Bistums in Stockholm geleitet. Beide Kirchenvertreter hoben die Bedeutung des bereits fünfzig Jahre andauernden ökumenischen Dialogs zwischen Katholiken und Lutheranern und die daraus erwachsenen gemeinsamen Gaben hervor. Das katholisch-lutherische Reformationsgedenken stellte die Themen Dank, Schuldbekenntnis und die Verpflichtung zum gemeinsamen Zeugnis in den Mittelpunkt.
Der Gottesdienst fand auf Basis des lutherisch-katholischen liturgischen Leitfadens „Ökumenischer Gottesdienst“ statt, der auf dem Bericht „Vom Konflikt zu Gemeinschaft“ gründet. In der Malmö-Arena stand am Nachmittag des gleichen Tages die Verpflichtung von Katholiken und Lutheranern zum gemeinsamen Zeugnis und zum Dienst im Fokus. Schwerpunkte der Arbeit des LWB-Weltdienstes und von Caritas Internationalis wurden vorgestellt. Dazu gehören die Hilfe für Flüchtlinge, Friedensdienste und der Einsatz für Klimagerechtigkeit. Anschließend unterzeichneten die beiden Hilfsorganisationen vor ca. 10.000 Zuschauern eine Kooperationsvereinbarung.

### Gemeinsame Erklärung zur Rechtfertigungslehre

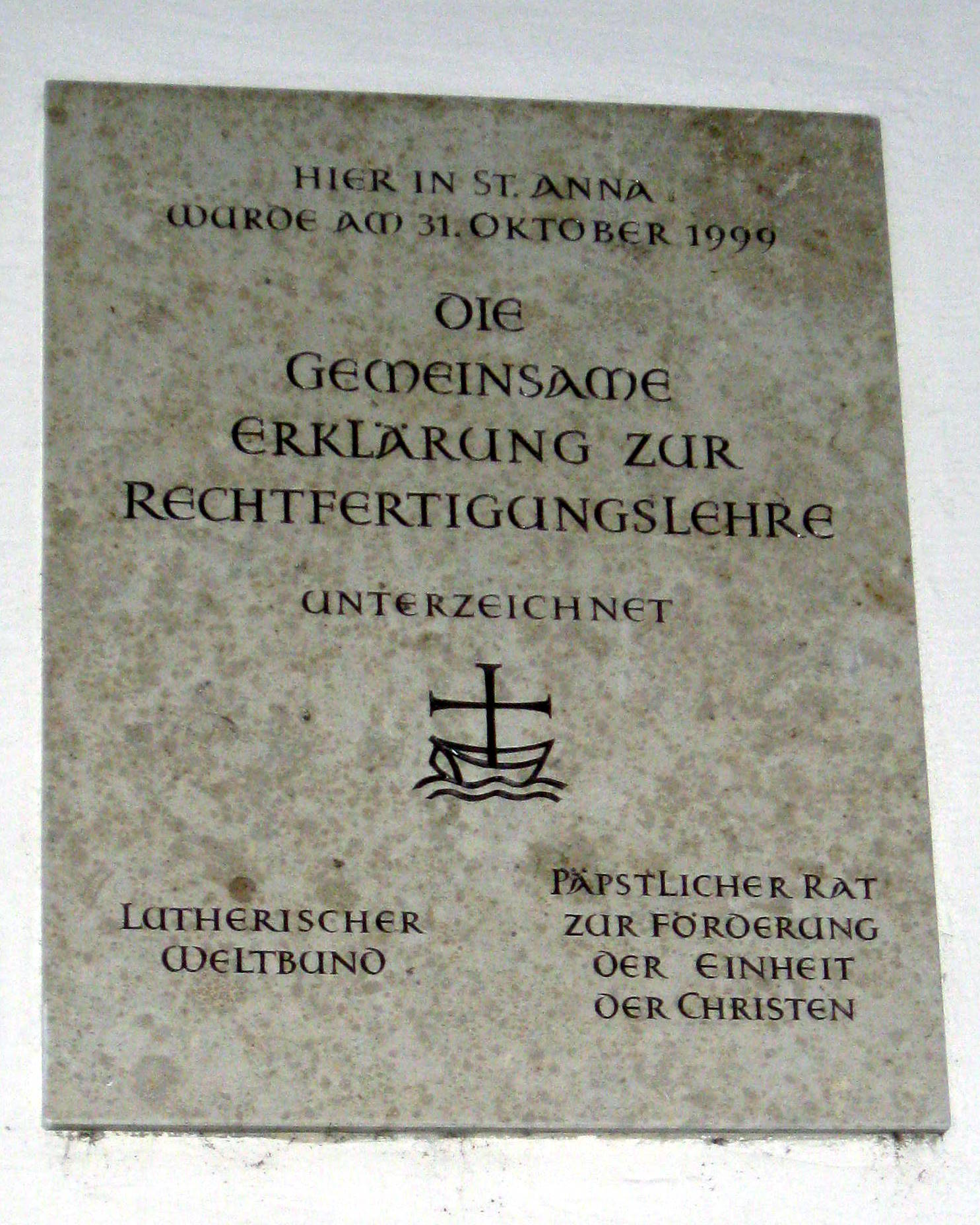
Gedenktafel in Augsburg

Am 31. Oktober 1999 unterzeichneten der LWB und die Römisch-Katholische Kirche in Augsburg die „Gemeinsame Erklärung zur Rechtfertigungslehre“ (Joint Declaration on the Doctrine of Justification). Diese Erklärung beschreibt eine Verständigung darüber, was zur Reformationszeit kirchentrennend war. Kardinal Edward Idris Cassidy, der Präsident des Päpstlichen Rates zur Förderung der Einheit der Christen, und der LWB-Präsident Christian Krause unterschrieben das Dokument in der evangelisch-lutherischen Kirche St. Anna in Augsburg.
Zwischen 2006 und 2017 stimmten auch der Weltrat methodistischer Kirchen, die Weltgemeinschaft Reformierter Kirchen und Anglikanische Gemeinschaft der Erklärung zu.